# Шарыпкин, Сергей Яковлевич
Сергей Яковлевич Шарыпкин (22 октября 1941, Семипалатинск, Казахская ССР — 19 ноября 2020, Пётркув-Трыбунальский, Польша) — советский, польский и украинский филолог-классик, лингвист, антиковед, специалист в области индоевропеистики и микенологии, профессор Университета имени Яна Кохановского в Кельце (филиал в Пётркув-Трыбунальском), редактор научного журнала «Do-so-mo».

## Биография
Сын Якова Шарыпкина, философа, преподавателя университета, и Ольги, преподавательницы английского языка. Семья Шарыпкиных происходила из Мордовии, а семья матери имела польские корни.
Родился в Казахстане, куда его родителей перевели на работу накануне Второй мировой войны. В 1945 году семья Шарыпкиных поселилась в Львове, где молодой Сергей с детства общался на трёх языках: украинском, русском и польском.
После окончания школы (1958) учился в Университете им. Ивана Франко во Львове. Его научным руководителем был проф. Соломон Лурье, советский классический филолог и один из пионеров микенологии. Окончил университет в 1963 году
В 1972 году получил степень кандидата наук (диссертация «Именное склонение языка крито-микенских надписей»), в 1990 году — степень доктора наук («Реконструкция процесса становления древнегреческой падежной системы»).
В 1996—2001 годах работал доцентом в Высшем педагогическом училище в Ольштыне, который впоследствии превратился в Варминско-Мазурский университет в Ольштыне. В 2000 году основал научный журнал «Do-So-Mo» в Ольштыне, который в настоящее время выпускается в г. Пётркув-Трыбунальски. К 2011 году было издано восемь томов этого журнала.
В 2001 году проходил научную стажировку в Греции как стипендиат Фонда А. Онассиса.
С 2002 года работал профессором в Свентокшиской академии в Кельце (филиалы в Пётркув-Трыбунальском), которая в марте 2008 года была преобразована в Естественно-гуманитарный университет им. Яна Кохановского.

## Научная деятельность
Интересы С. Я. Шарыпкина относились к классической филологии и лингвистике. Основными направлениями исследований были:
- микенология (микенская филология), древнейшая греческая эпиграфия ;
- Линейное письмо Б, принципы его функционирования.
- Эгейская цивилизация бронзового века — политические и культурные аспекты;
- стихийные катастрофы древности; «минойское извержение» вулкана на Санторини;
- категория падежа в индоевропейских языках;
- категория грамматического числа, включая двойное число;
- латинская медицинская терминология;
- география древнего мира; античные хорографы, маршруты, перипл.
- история древней культуры;
- история классической филологии и микенологии.

Публиковал научные труды на английском, французском, немецком, польском, русском, украинском и итальянском языках.

## Основные работы
- Памятники древнейшей греческой письменности. Введение в микенологию, ISBN 5-02-010895-2, М: Наука, 1988 (соавторы: А. А. Молчанов, В. П. Нерознак).
- Сучасна латинська медична термінологія. Підручник для студентів, Львів 2000.
- Pomponiusza Meli Chorographia czyli Opis kręgu ziemi, Piotrków Trybunalski 2011, s. 245.